# Sengge Namgyal
Pour les articles homonymes, voir Namgyal.

Sengge Namgyal, né vers 1570 et mort à Hanle en 1642, est un chogyal du Ladakh (Inde) de la dynastie Namgyal qui a régné de 1616 à sa mort.
Bouddhiste, il est connu pour son implication dans la construction de monastères, palais et sanctuaires au Ladakh et est connu comme « roi Lion ».

## Biographie
Sengge Namgyal meurt en 1642 à Hanle, à son retour d'une expédition contre les Mongols, dirigés par le Qoshot Güshi Khan, qui occupaient les provinces tibétaines de l'Ü et du Tsang et qui menaçaient le Ladakh.